# 阿布希里起义
阿布希里起义（英語：Abushiri Revolt），也被称为奴隶贩子起义（德語：Sklavenhändlerrevolte），现代史学家称其为东非海岸人口暴动（德語：Aufstand der ostafrikanischen Küstenbevölkerung），是发生于1888—1889年由阿拉伯人、斯瓦希里人和非洲人在今坦桑尼亚海岸地区发动的一场起义。1888年，桑给巴尔苏丹在抗议下将这些地区租借予德国。起义最终被赫尔曼·维斯曼指挥德国远征军镇压。

## 背景
1884年末，由卡尔·彼得斯率领的德国殖民协会的一支探险队到达桑给巴尔，并要求非洲大陆腹地的一些酋长签署了“保护合同”，承诺向其组织提供大片土地。站稳脚跟后，彼得斯的新德国东非公司就在坦噶尼喀获得了更多的土地，直到乌鲁古鲁山脉和乌桑巴拉山脉。这遭到了桑给巴尔苏丹巴尔加什·本·赛义德的反对，但在彼得斯得到德国外交部的官方支持后，桑给巴尔海岸附近出现了一支由海军中将爱德华·冯·克诺尔指挥的德国海军舰队，苏丹不得不做出让步。
1886年年底，英德之间的谈判确立的德属东非殖民地的最终边界，但沿海岸保留了10英里宽的土地作为桑吉巴尔苏丹的财产。1888年4月28日，哈利法·本·赛义德苏丹最终签署了一项条约，将坦噶尼喀海岸的管理权让给德国东非公司。
自1888年8月起，该公司试图接管坦噶尼喀的沿海城镇，但遭到了阿拉伯精英的激烈抵抗，他们担心自己的奴隶和象牙贸易受到影响。此外，公司的管理员恩斯特·沃森没有安抚当地民众。他颁布法令，规定土地所有者有义务登记并证明其对土地的所有权，其他的所有土地都将归公司所有。他还开征其他税款，并实行更多的法令，原本苏丹手下的官员和军队被纳入公司的管理下，但薪水大大降低。潘加尼的德国行政长官埃米尔·冯·泽莱夫斯基傲慢地试图在该城市上空升起公司的旗帜，这最终引发了起义。

## 叛乱
围绕潘加尼的起义由种植园主阿布希里·伊本·萨利姆·哈尔蒂领导，他获得了该地区的阿拉伯人和当地斯瓦希里部落的支持。阿布希里的父亲是阿拉伯人，母亲是奥罗莫人。殖民地南部也很快发生暴乱，来自内陆的约奥族战士发挥了主导作用。德国人被驱逐出林迪和米津达尼，在基卢瓦的德国人则被杀害。只有达累斯萨拉姆和巴加莫约仍在德国人手中。
1889年2月，德国首相奥托·冯·俾斯麦出面干预。他任命赫尔曼·维斯曼中尉为德属东非地区的帝国专员。维斯曼组建了一支由德国军官及他在埃及和莫桑比克雇佣的非洲阿斯卡里士兵组成的殖民地防卫军。德国海军和英国海军也合作封锁了东非海岸，防止援助到达叛军手中。1989年5月初，维斯曼的部队在巴加莫约登陆，从那里向阿布希里的堡垒推进。德军占领了堡垒，并给守军造成了巨大伤亡。阿布希里撤往内陆，但他被维斯曼追赶并再次返回海岸。1889年12月15日，阿布希里被俘虏并处决。
北方的另一位主要叛军领袖是布瓦纳·赫里（Bwana Heri），他曾是一名商人，并确立了自己在萨阿达尼地区的统治者地位。他在1889年12月击退了一支德国军队。但1890年初的进一步远征使得他向德军投降并屈服于德国的统治。维斯曼随后将他的部队带回殖民地南部，在德国海军的协助下，他于1890年5月毫不费力地重新夺回了沿海城镇。但是，约奥族酋长马切姆巴（Machemba）在马孔德高原坚守，并击退德国人派来对付他的军队。最终，他在1891年5月与德方达成和平协议。

## 后果
起义解释了德属东非公司完全无力管理其领土。1891年1月1日，德意志帝国接管了德属东非，公司得到了极其慷慨的经济补贴，赫尔曼·维斯曼建立的非常有效的军事力量转变为德属东非帝国防卫军。在维斯曼的指挥下，其开始建立德国通往乞力马扎罗山和坦噶尼喀湖的商队路线的统治，作为完全慑服这一地区后的下一阶段。
德国胜利者将这场叛乱斥为“阿拉伯叛乱”，这反映在罗胡斯·施密特的军事行动标准历史中。直到1995年，乔纳森·格拉斯曼的博士论文发表，才出现了对叛乱更全面的研究，使得对沿海不同成分的人口的动机有了更好的理解，以及这些种种是如何结合起来引起的叛乱。
德国历史学家约尔格·豪斯泰因非常有效地表达了对这个问题地最新思考：
将阿布希里的军事抵抗称为“阿拉伯起义”，使得德国人完全误读了他们所面临的反对派背后的政治动态。在德国人到来之前的几十年里，坦噶尼喀的军事和行政权力逐渐被阿曼人蚕食，改变了设拉子贵族、印度商人和来自不同地方（哈达拉毛、科摩罗、桑给巴尔）的阿拉伯商人之间既有的贸易网络和社会经济关系。正如格拉斯曼所指出的，只要德国殖民者地行为被视为挑战阿曼的统治，他们就会被容忍。然而，随着1888年条约的签订，德国人被视为苏丹的同盟，现在他们昔日的盟友反目成仇，同时与德国人和阿曼人争夺对海岸的统治权。换句话说，起义表明了阿曼阿拉伯霸权的不稳定性，而不是“阿拉伯 ”领导权的不稳定性，其根源在于不同宗教和种族身份......相互对立的社会竞争。

## 脚注
1. ↑  John Iliffe, A Modern History of Tanganyika (Cambridge: Cambridge University Press, 1979, p.91.
2. ↑  Jonathon Glassman, Feasts and Riot: Revelry, Rebellion, and Popular Consciousness on the Swahili Coast, 1856-1888 (Portsmouth, N.H.: Heinemann, 1995), p.200-1.
3. ↑  Glassman, Feasts and Riot, p.214-8.
4. ↑   (PDF).   [2024-10-06]. （原始内容存档 (PDF)于2016-08-10）.
5. ↑  Robert D. Jackson, "Resistance to the German Invasion of the Tanganyikan Coast, 1888-1891," in Robert I. Rotberg and Ali A. Mazrui (eds), Protest and Power in Black Africa (New York: Oxford University Press, 1970), p.55-6.
6. ↑  Jackson, "Resistance to the German Invasion," p.67-72.
7. ↑  Jackson, "Resistance to the German Invasion," p.72-74.
8. ↑  Iliffe, Modern History of Tanganyika, p.97-98.
9. ↑  Rochus Schmidt, Geschichte des Araberaufstandes in Ost-Afrika: seine Entstehung, seine Niederwerfung und seine Folgen (Frankfurt an der Oder: Trowitzsch, 1892).
10. ↑  Glassman, Feasts and Riot.
11. ↑  Jörg Haustein, "Provincializing Representation: East African Islam in the German Colonial Press," in Felicitas Becker, Joel Cabrita and Marie Rodet (eds), Religion, Media and Marginality in Modern Africa (Athens: Ohio University Press, 2018), p.75.